# Conjetura de Euler
La conjetura de Euler, también conocida como la conjetura de la suma de potencias de Euler, es una conjetura matemática refutada, relacionada con el último teorema de Fermat. Fue propuesta por Leonhard Euler en 1769. Establece que para todos los números enteros n y k mayores que 1, si la suma de n k-ésimas potencias de enteros positivos es en sí misma una k-ésima potencia, entonces n es mayor o igual que k:
a k
1  + a k
2  + ... + a k
n  = bk ⇒ n ≥ k
La conjetura representa un intento de generalizar el último teorema de Fermat, que es un caso especial de n = 2: si a k
1  + a k
2  = bk, entonces 2 ≥ k.
Aunque la conjetura es válida para el caso k = 3 (que se sigue del último teorema de Fermat para las terceras potencias), fue refutada para k = 4 y k = 5. Se desconoce si la conjetura falla o es válida para cualquier valor k ≥ 6.

## Trasfondo
Euler era consciente de la igualdad 594 + 1584 = 1334 + 1344 que involucra sumas de potencias a la cuarta potencia. Sin embargo, no se trata de un contraejemplo porque ningún término está aislado en un lado de la ecuación. También proporcionó una solución completa al problema de los cuatro cubos como en el número de Platón 33 + 43 + 53 = 63 o el número taxicab 1729. La solución general de la ecuación
{\displaystyle x_{1}^{3}+x_{2}^{3}=x_{3}^{3}+x_{4}^{3}}
es
{\displaystyle x_{1}=1-(a-3b)(a^{2}+3b^{2}),\quad x_{2}=(a+3b)(a^{2}+3b^{2})-1}
{\displaystyle x_{3}=(a+3b)-(a^{2}+3b^{2})^{2},\quad x_{4}=(a^{2}+3b^{2})^{2}-(a-3b)}
donde a y b son enteros cualesquiera.

## Contraejemplos
La conjetura de Euler fue refutada por Leon Lander y Thomas Parkin en 1966 cuando, a través de una búsqueda directa por computadora en un CDC 6600, encontraron un contraejemplo para k = 5. Este descubrimiento se publicó en un artículo que constaba de solo dos frases. Se conocen un total de tres contraejemplos primitivos (es decir, en los que no todos los sumandos tienen un factor común):
275 + 845 + 1105 + 1335 = 1445  (Lander & Parkin, 1966),
(−220)5 + 50275 + 62375 + 140685 = 141325  (Scher & Seidl, 1996), and
555 + 31835 + 289695 + 852825 = 853595  (Frye, 2004).
En 1988, Noam Elkies publicó un método para construir una serie infinita de contraejemplos para el caso k = 4. Su contraejemplo más pequeño es
26824404 + 153656394 + 187967604 = 206156734.
Un caso particular de las soluciones de Elkies se puede reducir a la identidad
(85v2 + 484v − 313)4 + (68v2 − 586v + 10)4 + (2u)4 = (357v2 − 204v + 363)4
donde
u2 = 22030 + 28849v − 56158v2 + 36941v3 − 31790v4.
Esta es una curva elíptica con un punto racional en v1 = −31467. A partir de este punto racional inicial, se puede calcular una colección infinita de otros puntos. La sustitución de v1 en la identidad y la eliminación de factores comunes genera el ejemplo numérico citado anteriormente.
En 1988, Roger Frye encontró el contraejemplo más pequeño posible para k = 4
958004 + 2175194 + 4145604 = 4224814
realizando una búsqueda informática directa mediante técnicas sugeridas por Elkies. Esta solución es la única con valores de las variables por debajo de 1.000.000.

## Generalizaciones

Una interpretación del número de Platón, 3³ + 4³ + 5³ = 6³

En 1967, LJ Lander, TR Parkin y John Selfridge conjeturaron que si
{\displaystyle \sum _{i=1}^{n}a_{i}^{k}=\sum _{j=1}^{m}b_{j}^{k}} ,
donde ai ≠ bj son números enteros positivos para todo 1 ≤ i ≤ n 1 ≤ j ≤ m, entonces m + n ≥ k. En el caso especial m = 1, la conjetura establece que si
{\displaystyle \sum _{i=1}^{n}a_{i}^{k}=b^{k}}
bajo las condiciones dadas anteriormente, entonces n ≥ k − 1.
El caso especial puede describirse como el problema de dividir una potencia perfecta en potencias similares. Para k = 4, 5, 7, 8 y n = k o k − 1, hay muchas soluciones conocidas. Algunas de ellas se enumeran a continuación. En 2002 no se habían hallado soluciones para {\displaystyle k=6}, cuyo término final es ≤ 730000.

### k= 3
3 3  + 4 3  + 5 3  = 6 3   (Número de Platón 216)
Este es el caso a = 1, b = 0 de la fórmula de Srinivasa Ramanujan
{\displaystyle (3a^{2}+5ab-5b^{2})^{3}+(4a^{2}-4ab+6b^{2})^{3}+(5a^{2}-5ab-3b^{2})^{3}=(6a^{2}-4ab+4b^{2})^{3}.} 
Un cubo como la suma de tres cubos también se puede parametrizar como
{\displaystyle a^{3}(a^{3}+b^{3})^{3}=b^{3}(a^{3}+b^{3})^{3}+a^{3}(a^{3}-2b^{3})^{3}+b^{3}(2a^{3}-b^{3})^{3}}
o como
{\displaystyle a^{3}(a^{3}+2b^{3})^{3}=a^{3}(a^{3}-b^{3})^{3}+b^{3}(a^{3}-b^{3})^{3}+b^{3}(2a^{3}+b^{3})^{3}.} 
El número 2 100 0003 se puede expresar como la suma de tres cubos de nueve formas diferentes.

### k= 4
958004 + 2175194 + 4145604 = 4224814  (R. Frye, 1988)
304 + 1204 + 2724 + 3154 = 3534 (R. Norrie, 1911)
Esta es la solución más pequeña al problema de R. Norrie.

### k= 5
275 + 845 + 1105 + 1335 = 1445  (Lander & Parkin, 1966)
195 + 435 + 465 + 475 + 675 = 725 (Lander, Parkin, Selfridge, smallest, 1967)
215 + 235 + 375 + 795 + 845 = 945  (Lander, Parkin, Selfridge, second smallest, 1967)
75 + 435 + 575 + 805 + 1005 = 1075  (Sastry, 1934, third smallest)

### k= 7
1277 + 2587 + 2667 + 4137 + 4307 + 4397 + 5257 = 5687  (M. Dodrill, 1999)

### k= 8
908 + 2238 + 4788 + 5248 + 7488 + 10888 + 11908 + 13248 = 14098  (S. Chase, 2000)